# Windows Fundamentals for Legacy PCs
Windows Fundamentals for Legacy PCs of Windows FLP is een Windows-besturingssysteem voor de minder sterke, tragere, oudere computers. De originele codenamen in 2005 waren Eiger en Mönch. Windows FLP is uitgebracht op 8 juli 2006.
Het idee achter dit besturingssysteem is dat het een scala aan basisfuncties biedt voor oudere hardware, maar tegelijk ook de sterke punten van Windows XP Service Pack 2 met Windows Firewall, Group Policies, Automatische Updates en andere beheersprogramma's. Het is mogelijk om Windows FLP te gebruiken:
- als een werkplaats van waaruit programma's op een server gestart kunnen worden
- als een totaal stand-alone besturingssysteem.

Het zal nooit beschikbaar gemaakt worden voor de vrije verkoop of als OEM maar enkel als een goedkope update voor bedrijven die nog steeds Windows 9x draaien, maar die niet willen of kunnen investeren in nieuwe hardware.

## Minimum systeemvereisten
- 64MB RAM (128MB aanbevolen)
- Pentium processor 233 MHz (300 MHz aanbevolen)
- 500MB harde schijf (1GB aanbevolen, Bij volledige installatie is er meer nodig.)
- 800x600 schermresolutie of hoger
- Netwerkkaart
- VLK Key (Volume License Key)